# Image (film)
Image is een Belgische film uit 2014 onder regie van Adil El Arbi en Bilall Fallah. Het is de eerste langspeelfilm van de Belgisch-Marokkaanse regisseurs na hun debuut met de prijswinnende kortfilm Broeders uit 2011.

## Verhaal
De jonge ambitieuze journaliste Eva maakt een reportage over de probleemwijken in Brussel. Ze laat zich rondleiden door de zware jongen Lahbib en raakt geleidelijk aan gefascineerd door hem en zijn leefwereld. Dit is niet naar de smaak van Eva's collega Herman Verbeeck, de sterpresentator van het nieuwsprogramma.

## Rolverdeling
| Acteur                   | Personage       |
| ------------------------ | --------------- |
| Laura Verlinden          | Eva Hendrickx   |
| Nabil Mallat             | Lahbib Faraji   |
| Gène Bervoets            | Herman Verbeeck |
| Geert Van Rampelberg     | Geert           |
| Wouter Hendrickx         | Joeri           |
| François Beukelaers      | Peter           |
| Charlotte Anne Bongaerts | Sara            |
| Jeroen Van der Ven       | Mitch           |
| Joren Seldeslachts       | Willem          |
| Manou Kersting           | Redacteur       |
| Greg Timmermans          | Date            |
| Tine Laureyns            | Consulente      |
| Tristan Versteven        | Presentator     |
| Stijn Van Opstal         |                 |